# Фудзівара но Накамаро
Фудзівара но Накамаро (*藤原 仲麻呂, 706 — 21 жовтня 764) — середньовічний японський державний діяч періоду Нара. Відомий також як Емі но Осікацу. Своїми політичними амбіціями призвів до суттєвого послаблення Південних Фудзівара. Є співавтором праці «Каден» («Життєпис роду Фудзівара»).

## Життєпис

### Початок кар'єри
Походив з аристократичного роду Фудзівара, гілки Нанке (Південні Фудзівара). Другий син Фудзівара но Мутімаро, Лівого міністра, та Сада-хіме. Народився у 705 році. 734 року надано молодший п'ятий ранг. У 737 році помирає його батько. 739 року стає радником 5 класу. 740 року отримав старший п'ятий ранг. Того ж року очолив кінний авангард імператорського почту, коли імператор Сьому в умовах заколоту Фудзівара но Хіроцугу залишив столицю Нара й оголосив новою столицею Куні. 741 року  надано молодший четвертий ранг. Того ж року призначається секретарем Міністерства цивільної (кадрової) служби.

### Піднесення
743 року призначається на посаду імператорського радника. Того ж року очолює кьосікі — орган, що відповідав за судові, поліцейські та адміністративні справи столиці держави. 745 року надано старший четвертий ранг та посаду кокусі провінції Омі. 746 року очолив Міністерство цивільної адміністрації (сікібьо-шю). Незабаром очолив одну з найголовніших областей Тосандо. Наприкінці року Накамаро отримав молодший третій ранг й увійшов до складу куґе (вищої знаті). 748 року надано старший третій ранг.
Піднесення Накамаро почалося наприкінці володарювання імператора Сьому, який був одружений зі стрийною та сестрою Фудзіваро но Накамаро. У 749 році стає очільником не передбаченого законодавством Управління палацу імператриці Комьо (сібітюйдай). До того ж Комьо доводилася вуйною для Накамаро. Згодом найважливіші державні справи все частіше стали вирішуватися в цьому управлінні, а не в Дадзьокані (Державній Раді), де панувала імператриця Кокен. Також Фудзівара но Накамаро надано посаду старшого державного радника.
750 року надано молодший другий ранг та посаду двірцевого міністра. У 752 році відправив сина Йосіо навчатися в Чан'ані, китайській столиці династії Тан. Того ж року продовжив роботу над кодексом Йоро (завершив його у 758 році). У 755 року зумів відсторонити від посади голову Дадзьокана Татібано но Морое, Лівого міністра, якого звинувачено в тому, що він в п'яному вигляді негарно висловлювався про імператриці Кокен. У 756 році після смерті екс-імператора Сьому розпочав інтриги проти Кокен.

### Панування в Японії
У 757 році спадкоємцем престолу було оголошено принца Ооі, який на той час завдяки Фудзівара но Накамаро був одружений з вдовою сина останнього і мешкав разом зі своєю дружиною в особистому маєтку Накамаро. Того ж року було попереджено широку змову на чолі із Нарамаро, сином Татібана но Морое, проти Фудзівара но Накамаро і принца Ооі. Одні заколотники померли під тортурами, інших відправили у заслання. Після цього вплив Накамаро ще більше зріс. 758 року Фудзівара домігся зречення Кокен й оголошення імператором принца Ооі під ім'ям Дзюннін.
Фактично за часи Дзюнніна влада перейшла до Фудзівара но Накамаро. За його наполяганням японські назви вищих державних посад було перейменовано на китайський штиб (так, головавищої державної ради — дайдзін — став зватися тайсі (великий вчитель). 759 року його було призначено Правим міністром та надано нове ім'я — Емі но Осікацу. Також надано право карбування монети, користуватися своєю особистою печаткою як державною, право збору податків від власного імені. Слідом за цим очолив усі збройні сили імперії та став заступником великого державного міністра. Фудзіваро но Накамаро став планувати військову кампанію на Корейському півострові, втім проти цих планів виступила державна рада.
760 року стає тайсім (колишня назва великого державного міністра). До Накамаро лише один представник неімператорского роду удостоївся цієї посади, але посмертно — дід Накамаро — Фудзівара но Фухіто. Того ж року домігся посмертного надання дідові 12 повітів провінції Омі та титулу князя Омі. Фактично в провінції Накамаро створив власне володіння. Також отримав молодший перший ранг. У 762 році Накамаро було надано старший перший ранг — вищий чиновницький ранг, передбачений шкалою ранжирування того часу.
У цей час до столиці повертається колишня імператриця Кокен, яка спиралася на буддистського ченця Докьо. Останній дістав підтримку провідних буддистських комплексів. Також на бік Кокен перейшов впливовий принц Ямамура.

### Повалення
У вересні 764 року Кокен фактично відсторонила Дзюнніна. Протистояння закінчилося збройним зіткненням, в якому Накамаро зазнав поразки. Намагався втекти, але був схоплений урядовими військами в повіті Такасіма провінції Омі, на березі бухти Катіно (західне узбережжя озера Біва), і страчений, а його відрубана голова була доставлена в столицю. Були також страчені дружини і сини, крім одного на ім'я Йосіо, якого заслано на острів Окі. Ще один син раніше пішов до буддистського монастиря. Загинув й брат Накамаро — Фудзівара но Косемаро.